# L'isola di niente
L'isola di niente è il quarto album in studio del gruppo musicale italiano Premiata Forneria Marconi, pubblicato nel 1974 dalla Numero Uno.

## Tracce
Lato A
1. L'isola di niente – 10:48 (testo: Mauro Pagani, Peter John Sinfield – musica: Franco Mussida, Flavio Franco Premoli)
2. Is My Face on Straight – 6:41 (testo: Peter John Sinfield – musica: Franco Mussida, Flavio Franco Premoli)

Lato B
1. La Luna nuova – 6:26 (testo: Mauro Pagani – musica: Franco Mussida, Flavio Franco Premoli)
2. Dolcissima Maria – 4:08 (testo: Mauro Pagani – musica: Franco Mussida, Flavio Franco Premoli)
3. Via Lumière – 7:23 (musica: Franco Mussida, Flavio Franco Premoli)

## Formazione
- Mauro Pagani – flauto, ottavino, violino e voce
- Flavio Premoli – pianoforte, organo Hammond, mellotron, moog, voce solista
- Franco Mussida – chitarra, voce solista
- Patrick Djivas – basso
- Franz Di Cioccio – batteria, percussioni